# Остербек
Остербек (нід. Oosterbeek) — село в нідерландській провінції Гелдерланд. Входить до муніципалітету Ренкюм.
До 1818 року мало статус окремого муніципалітету.

## Галерея

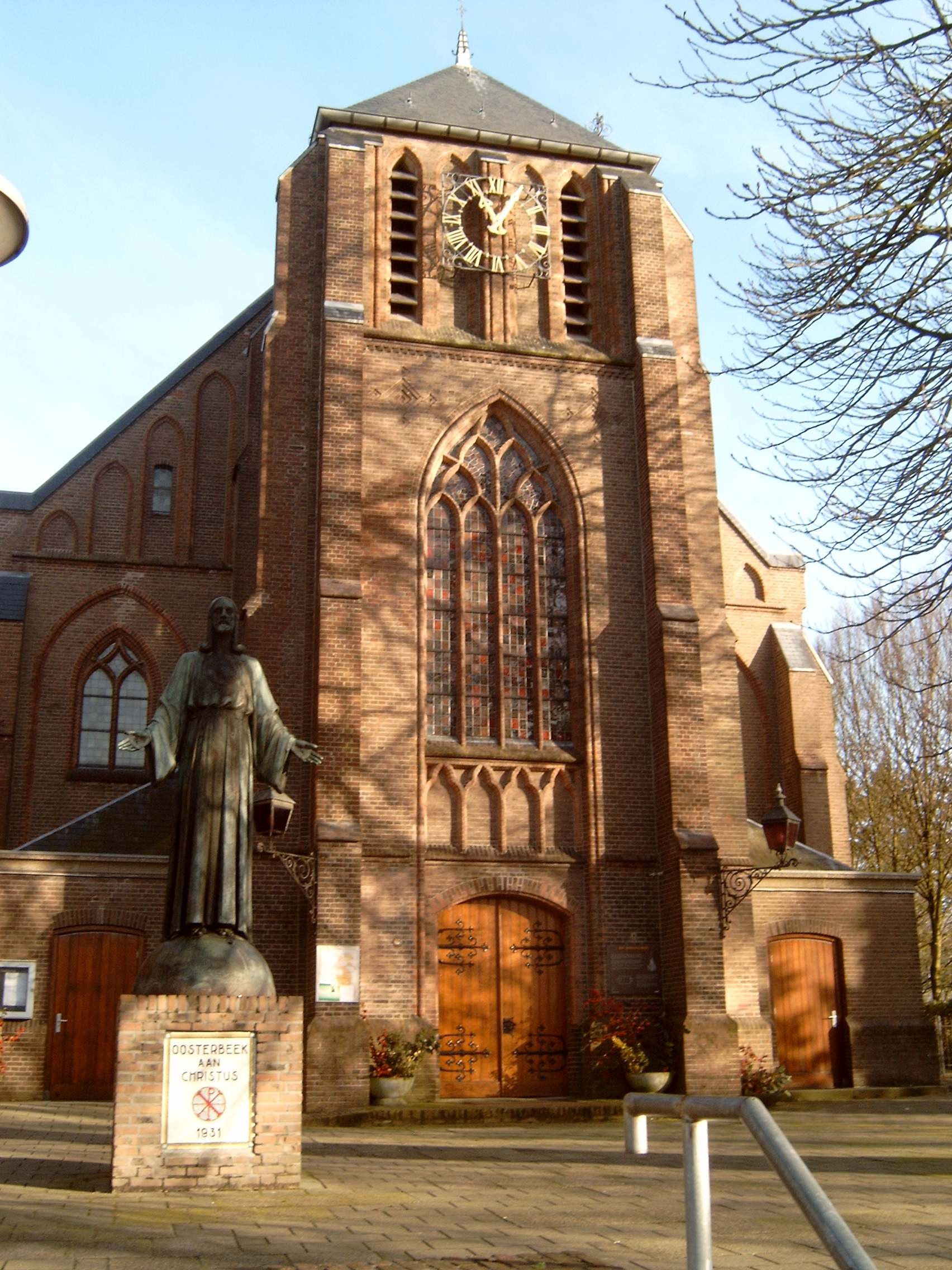
Католицька церква (1884)
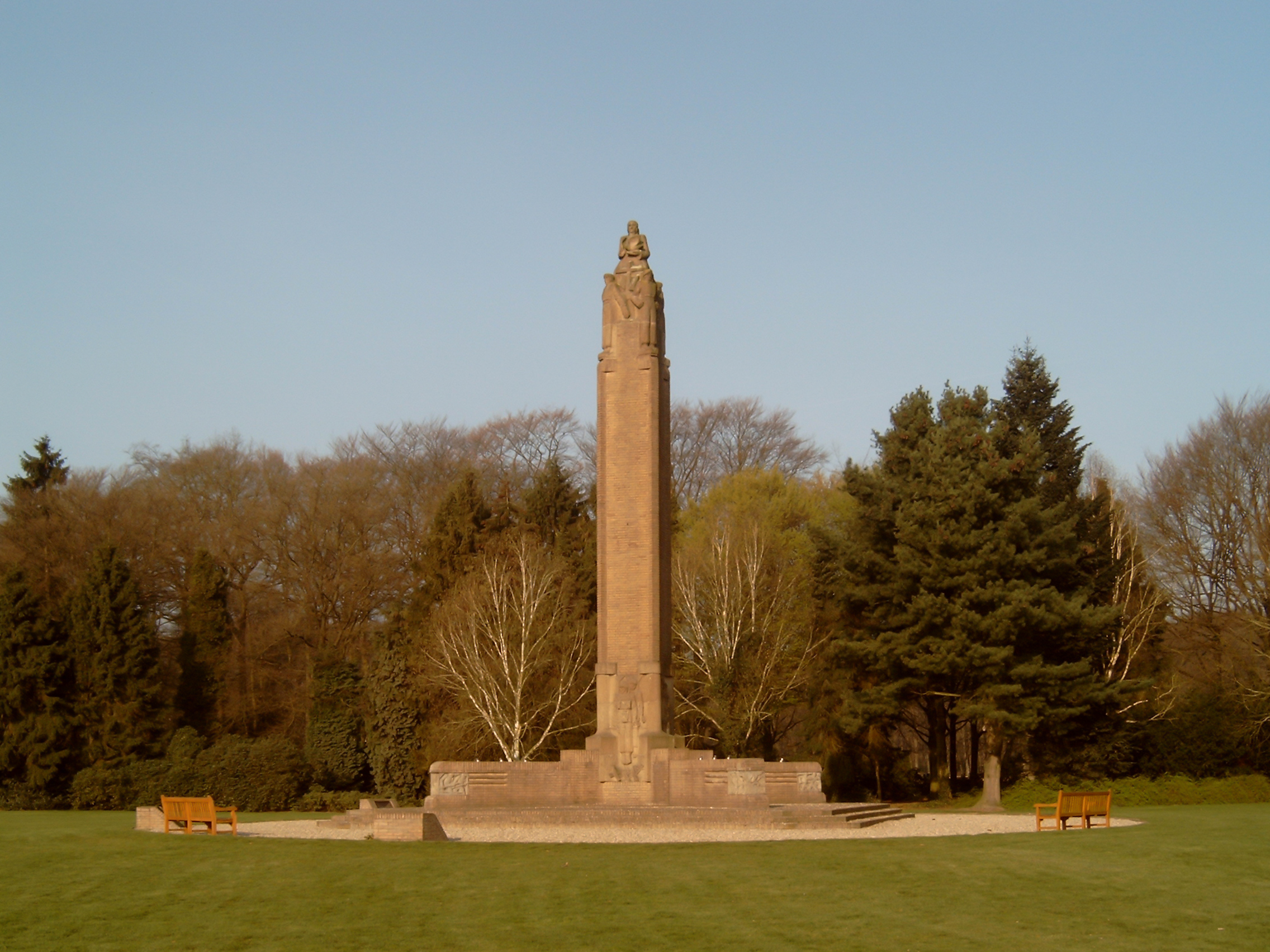
Воєнний монумент
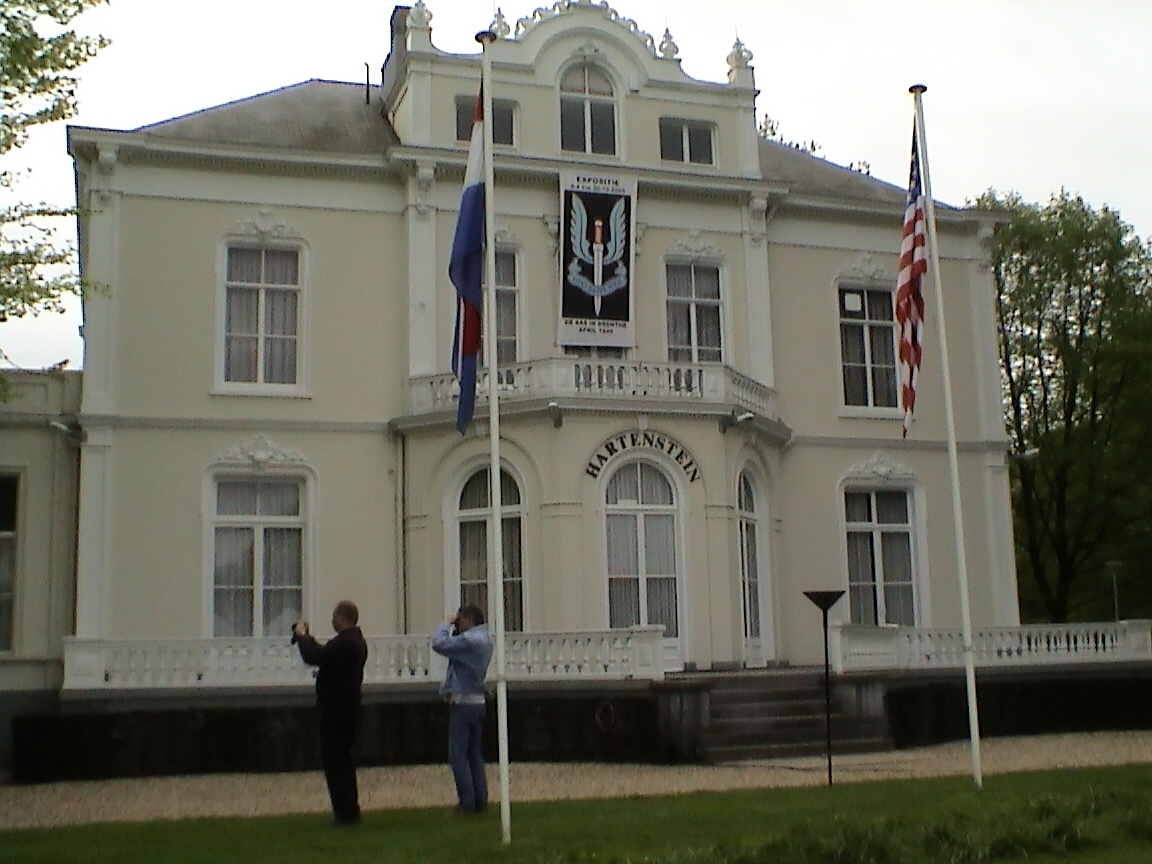
Музей